# Malabo
Malabo (do 1973 Santa Isabel) – stolica Gwinei Równikowej, port na wyspie Bioko w Zatoce Gwinejskiej. Drugie co do wielkości miasto kraju (zaraz po Bata). Miasto ma utracić funkcję stolicy na rzecz będącej w budowie Oyali.

## Historia
Założone w 1827 przez Brytyjczyków na zboczu wygasłego wulkanu jako ośrodek handlu niewolnikami o nazwie Clarencetown lub Port Clarence. Zanim Liberia stała się państwem, do którego podążali wyzwoleni niewolnicy Malabo i jego okolice było takim miejscem. Wielu z nich pozostało na wyspie i tworzą obecnie grupę etniczną zwaną Fernandinos. W 1843 miasto zajęli Hiszpanie i zmienili nazwę na Santa Isabel. Zostało stolicą Gwinei Równikowej w 1963 r. odbierając ten tytuł Bata. Od 1973. Po uzyskaniu niepodległości miasto zostało przemianowane na Malabo w ramach prowadzonej przez dyktatora Francisco Macías Nguema kampanii afrykanizowania nazw.
Zamieszkująca wyspę Bioko (d. Fernando Po) mniejszość Bubi była eksterminowana przez władze Gwinei Równikowej. Kraj zyskał wtedy miano afrykańskiego Auschwitz. Znaczna część mieszkańców miasta uciekła przed ludobójstwem, zastąpiona potem przez ludność z plemienia Fang.

## Klimat
Miasto leży w klimacie tropikalnym monsunowym. Pora sucha trwa od grudnia do lutego. Pora deszczowa jest bardzo długa i obejmuje pozostałą część roku. Najbardziej suchym miesiącem jest luty (średnie opady: 33 mm), a najwięcej deszczu spada we wrześniu i październiku (średnia: 500 mm). Średnia roczna opadów wynosi 1900 mm.
Temperatury w poszczególnych miesiącach nie różnią się znacząco, podobnie jak temperatury dzienne. W ciągu roku Malabo ma tylko 1180 godzin, w których świeci Słońce, co sprawia, że jest to jedna z najpochmurniejszych stolic świata. Za ten stan rzeczy odpowiedzialne są

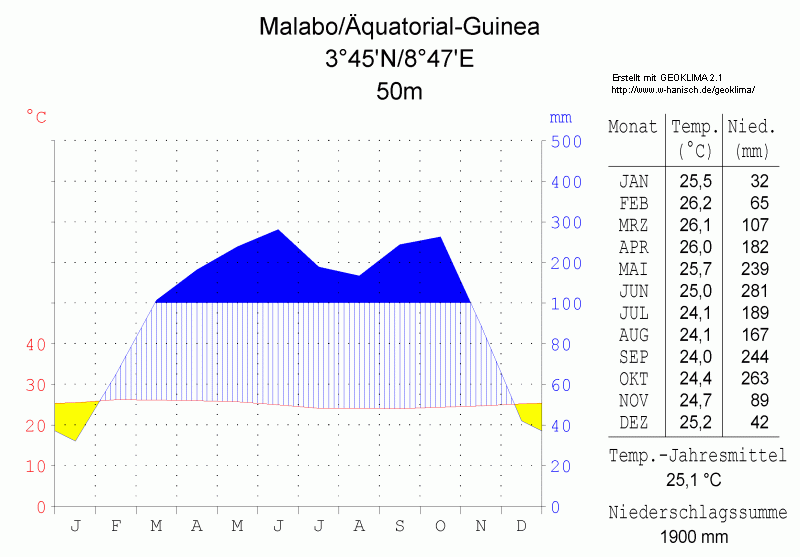

unoszące się nad miastem mgły.

## Demografia
Liczba mieszkańców: 180 tys.
Ze względu na odkrycie złóż ropy naftowej w pobliżu miasta liczba mieszkańców stale rośnie.

## Przemysł
Miasto pełni funkcję centrum polityczno-gospodarczego państwa. Znajdują się tu zakłady przemysłu spożywczego i drzewnego. Coraz większe znaczenie ma przemysł wydobywczy za sprawą odkrycia złóż ropy naftowej w Gwinei Równikowej. Rozwija się także turystyka.

## Transport
Drogi
Mimo tego, że Malabo jest stolicą nie ma rozwiniętej sieci dróg. Niewielka jest liczba utwardzonych dróg prowadzących do miasta. Podobnie wygląda rzecz z ulicami w mieście. Ulice najczęściej noszą nazwy afrykańskich rewolucjonistów oraz miast w Gwinei Równikowej czy w innych państwach Afryki.
Lotniska
Miasto posiada międzynarodowy port lotniczy obsługujący loty międzynarodowe i krajowe.
Transport wodny

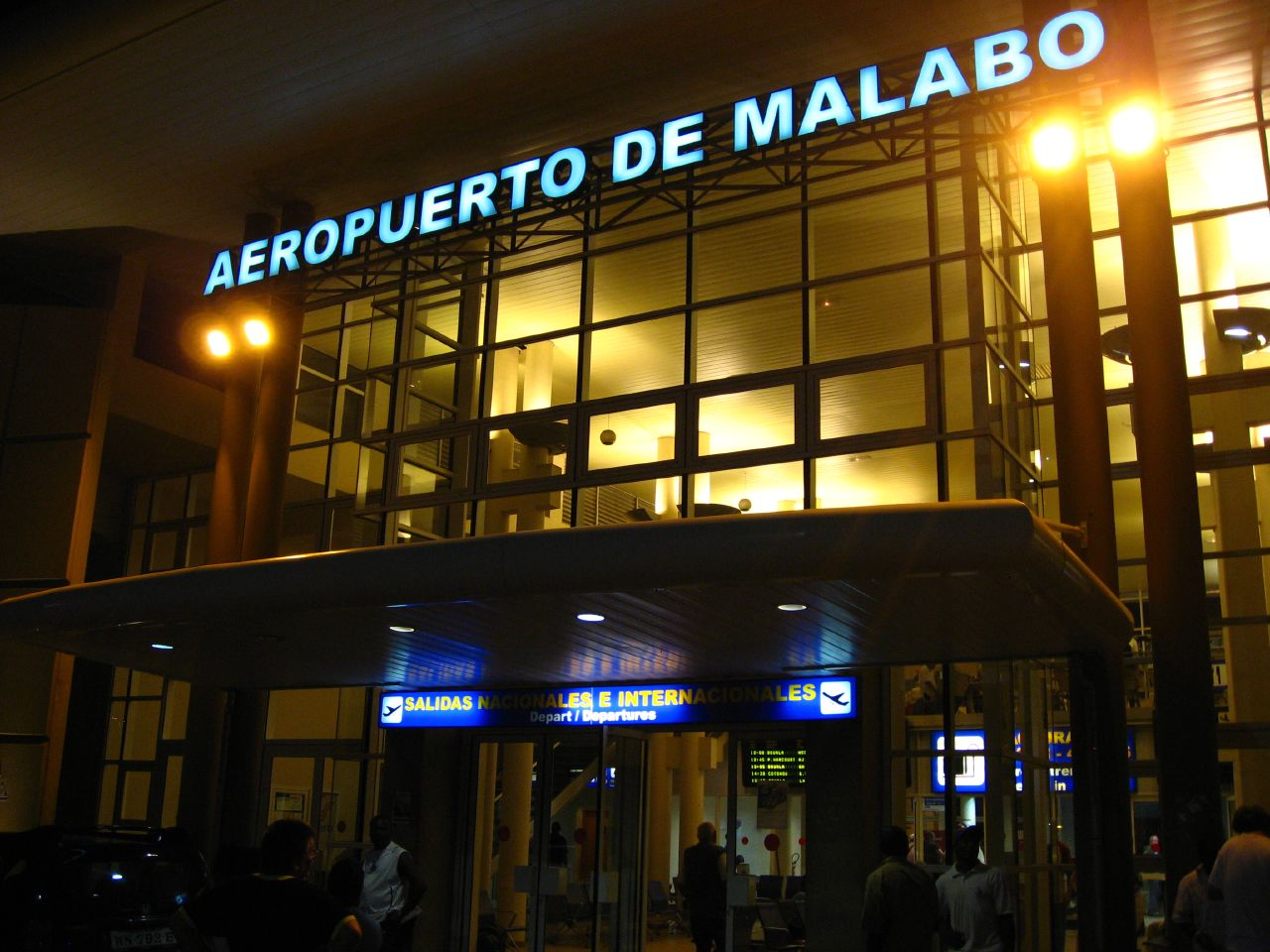
Międzynarodowy Port Lotniczy w Malabo

W mieście znajduje się port morski oraz rybacki.

## Architektura
W Malabo zachowało się sporo budynków z okresu gdy miastem władali Hiszpanie. W centrum znajduje się katedra również pochodząca z epoki kolonialnej.

### Ważniejsze miejsca
- Katedra św. Izabeli z czasów kolonialnych
- Muzeum Sztuki Nowoczesnej Gwinei Równikowej
- budynek rządowy
- pałac prezydencki
- budynek sądu
- luksusowe hotele np. Sofitel Malabo, Hotel Ureka, Hotel Bahia czy Hotel Impala.

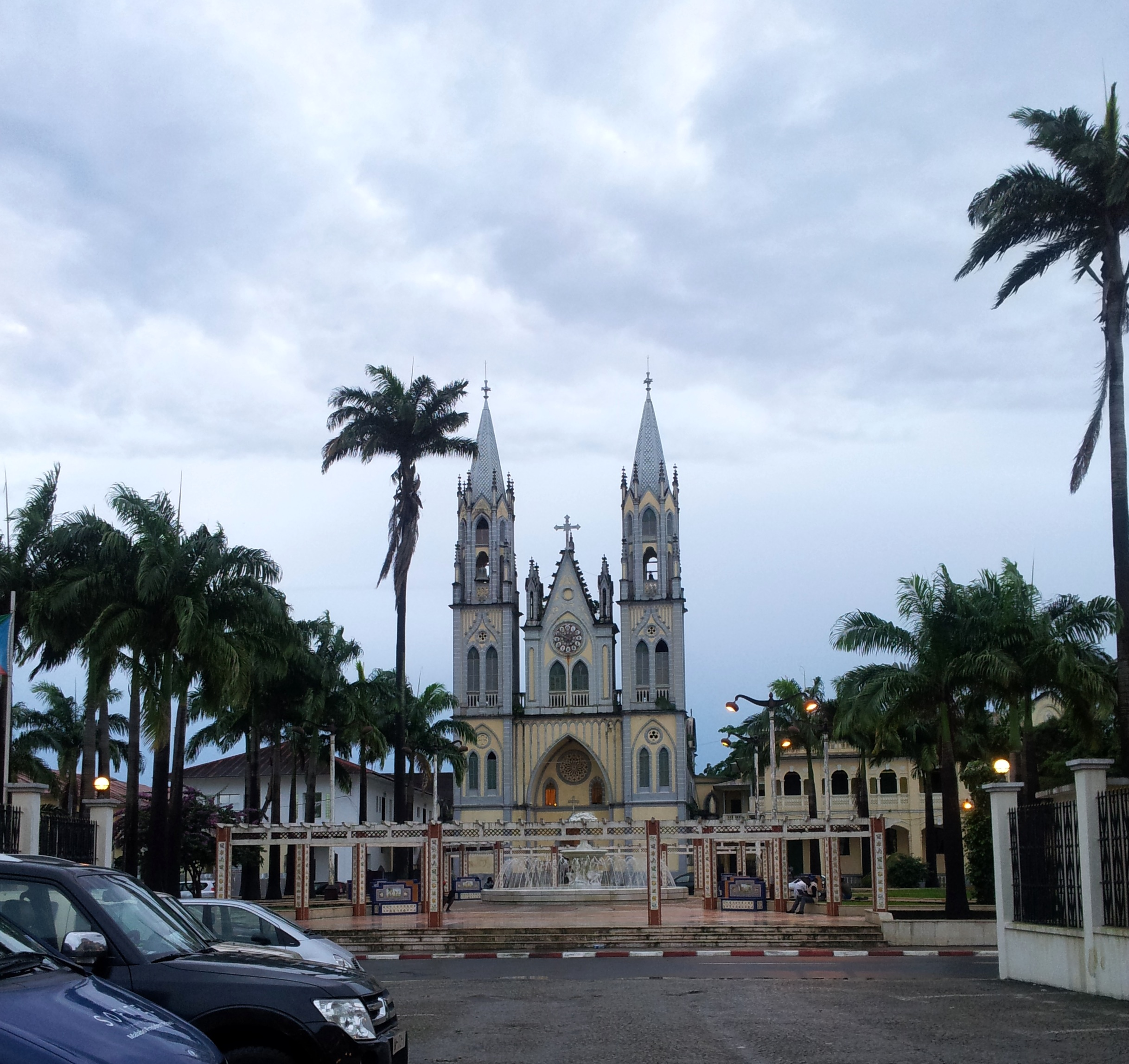
Katedra św. Izabeli

## Edukacja
W mieście działają:
- Colegio Nacional Enrique Nvó Okenve
- Lycée Francais de Malabo

## Sport
Miasto gościło Puchar Narodów Afryki 2012 i Puchar Narodów Afryki 2015.

## Miasta partnerskie
- Guadalajara, Meksyk[3]